# The Legend of Zelda: Ocarina of Time 3D
The Legend of Zelda: Ocarina of Time 3D é um jogo eletrônico de ação e aventura desenvolvido pela Grezzo e publicado pela Nintendo para o console portátil Nintendo 3DS. Lançado em junho de 2011, o jogo é uma remasterização de The Legend of Zelda: Ocarina of Time (1998) para o Nintendo 64, incluindo elementos da versão Master Quest, gráficos atualizados e efeitos 3D estereoscópicos.
A remasterização foi muito aclamada pela crítica, recebendo pontuações perfeitas de mais de 20 publicações, com alguns chamando-a de uma das melhores remasterizaçãos já feitas. Foi também um sucesso comercial, sendo o terceiro jogo 3DS a atingir um milhão de unidades vendidas. Desde de setembro de 2016, é o décimo quinto jogo mais vendido do Nintendo 3DS, com mais de quatro milhões de cópias vendidas. Uma versão digital foi lançada via Nintendo eShop em 2012.

## Jogabilidade
A jogabilidade em Ocarina of Time 3D é muito semelhante à sua versão original, embora tenha algumas modificações feitas no jogo. Uma novidade é o uso da tela sensível ao toque para trocar rapidamente de itens, botas e túnicas sem a necessidade de utilizar o menu de pausa como o original. Além disso, a tela sensível ao toque é usada em alguns momentos para reproduzir as notas de Ocarina. O jogo usa o sensor giroscópio do sistema para mirar com o arco, bumerangue, Hookshot, tiro ao alvo e estilingue no modo em primeira pessoa, a menos que o jogador opte por usar o clássico controle analógico para mirar.